# Kapelle von Alkavare

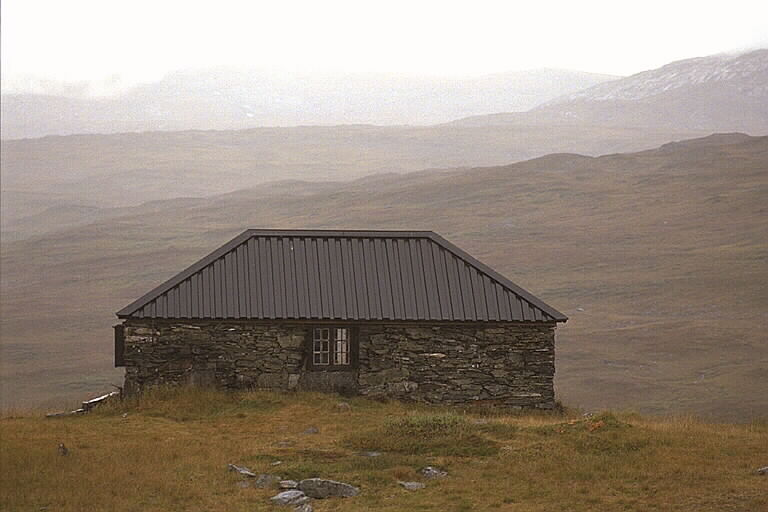
Kapelle von Alkavare, 2001

Die Kapelle von Alkavare ist ein kleines Kirchengebäude im Sarek-Nationalpark in Schwedisch Lappland. Die Kapelle liegt am See Álggajávrre an der Grenze zum Nationalpark Padjelanta.

## Geschichte
Im Jahre 1672 entdeckte der Same Pagge Andersson Silbererz in der Umgebung, welches in den folgenden Jahrzehnten abgebaut wurde. Solange die Bergleute vor Ort waren, wurden die Gottesdienste im Freien abgehalten. Nachdem der Bergbau 1702 eingestellt wurde, setzten die Priester ihre Bemühungen fort, die Samen zu missionieren. Zu diesem Zweck wurde 1788 eine Kapelle errichtet. Mitte des 19. Jahrhunderts wurde die Siedlung aufgegeben und die Gottesdienste eingestellt. In den folgenden Jahren verfiel die Kapelle, bis die Ruine 1961 restauriert wurde.

## Nutzung
Die Kapelle von Alkavare gehört zur Pfarrei Jokkmokk des Bistums Luleå. Das Gebäude wird mindestens einmal im Jahr für einen Gottesdienst genutzt, meist am dritten Wochenende im Juli. In der restlichen Zeit steht das Gebäude Besuchern offen, die Tür ist unverschlossen.